# Here We Go Magic
Here We Go Magic je americká hudební skupina. Jejím frontmanem je Luke Temple. První album, které dostalo název Here We Go Magic, bylo vydáno v roce 2009 a většinu písní nahrál sám Temple. Následovala alba Pigeons (2010) a A Different Ship (2012). Na svém čtvrtém albu Be Small, které vyšlo roku 2015, se kapela inspirovala deskami Wrong Way Up (1990) od Briana Ena a Johna Calea a Shleep (1997) od Roberta Wyatta.

## Diskografie
- Here We Go Magic (2009)
- Pigeons (2010)
- A Different Ship (2012)
- Be Small (2015)